# Drysdallita
La drysdallita es un mineral de la clase de los sulfuros dentro de la cual se encuadran los seleniuros como este. Fue descubierto en 1973 cerca de Solwezi (Zambia) por Alan R. Drysdall, director de investigaciones geológicas de este país, en cuyo honor se le puso nombre.

## Características químicas
Es un seleniuro de molibdeno, que suele llevar impurezas de azufre dando en realidad mezclas con sulfuro de molibdeno.

## Formación y yacimientos
Es un mineral que se forma en la zona de oxidación expuesta a la intemperie de los yacimientos de uranio, encontrado en esquistos con talco. Suele encontrarse asociado a otros minerales tales como la uraninita, masuyita y apatito. Se ha encontrado un importante yacimiento en la provincia china de Hubei.